# رویتن
رویتن (به انگلیسی: Royton) یک شهرک در بریتانیا است که در شمال غربی انگلستان واقع شده‌است. رویتن ۲۱٬۲۸۴ نفر جمعیت دارد.